# 福康贝格
福康贝格（法語：Fauquembergues，法語發音：[fokɑ̃bɛʁɡ]）是法国上法蘭西大區加来海峡省的一个市镇，属于圣奥梅尔区。

## 地理
福康贝格（50°36'4"N, 2°5'53"E）面积7.13 平方千米，位于法国上法蘭西大區加来海峡省，该省份为法国北部沿海省份，西北濒北海，南至索姆省，东临北部省。
与福康贝格接壤的市镇（或旧市镇、城区）包括：圣马丹达尔丹冈、朗蒂、蒂扬布罗讷、欧丹克坦。

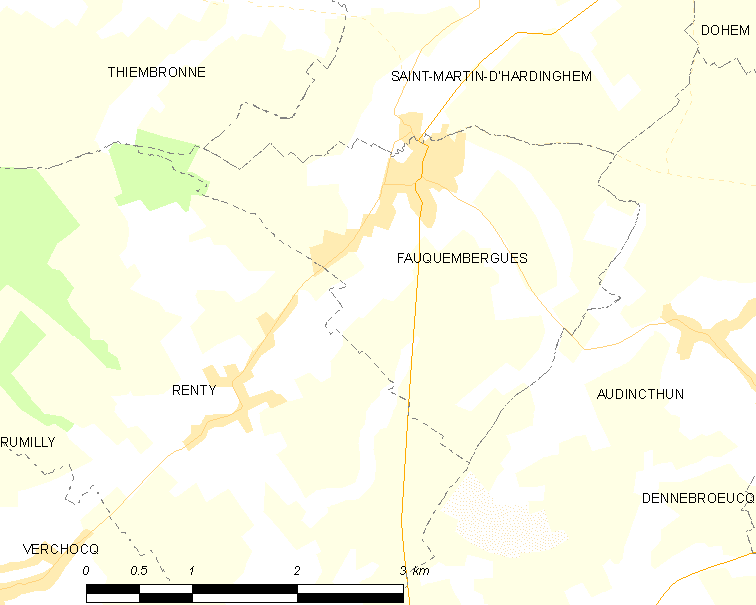
福康贝格的OSM定位图

福康贝格的时区为UTC+01:00、UTC+02:00（夏令时）。

## 行政
福康贝格的邮政编码为62560，INSEE市镇编码为62325。

## 政治
福康贝格所属的省级选区为弗吕日县。

## 人口

1962-2008年间福康贝格人口变化图示

福康贝格于2022年1月1日时的人口数量为942人。